# Jana kivuensis
Jana kivuensis är en fjärilsart som beskrevs av Berger 1980. Jana kivuensis ingår i släktet Jana och familjen Eupterotidae. Inga underarter finns listade i Catalogue of Life.